# Alec Mudimu
Alec Mudimu (ur. 8 kwietnia 1995 w Harare) – zimbabwejski piłkarz grający na pozycji środkowego obrońcy. Od 2022 jest bez klubu.

## Kariera klubowa
Swoją karierę piłkarską Mudimu rozpoczął w klubie Stalybridge Celtic. W 2012 roku zadebiutował w nim na poziomie szóstej ligi. W 2015 roku był z niego wypożyczony do ósmoligowego Radcliffe Borough. W 2016 roku odszedł do ósmoligowego Northwich Victoria, a w 2017 grał w dziesiątoligowym Stockport Town.
W lipcu 2017 Mudimu został zawodnikiem walijskiego Cefn Druids. Swój debiut w nim zaliczył 8 września 2017 w przegranym 0:4 wyjazdowym meczu z The New Saints. Spędził w nim trzy sezony.
W styczniu 2020 Mudimu został piłkarzem mołdawskiego Sheriffa Tyraspol. Zadebiutował w nim 8 lipca 2020 w zwycięskim 1:0 wyjazdowym spotkaniu ze Sfîntul Gheorghe Suruceni. W sezonie 2020/2021 wywalczył z Sheriffem mistrzostwo Mołdawii.
W styczniu 2021 Mudimu przeszedł do tureckiego Ankarasporu. Swój debiut w nim zanotował 23 stycznia 2021 w zremisowanym 0:0 wyjazdowym meczu z Eskişehirsporem. Grał w nim przez pół roku.
W lipcu 2021 Mudimu trafił do gruzińskiego Torpeda Kutaisi. Zadebiutował w nim 16 września 2021 w wygranym 2:1 domowym meczu z Szukurą Kobuleti. Grał w nim do końca 2021 roku. W styczniu 2022 został piłkarzem Altrincham, a w lutym rozwiązał kontrakt z tym klubem.
| Sezon   | Klub               | Kraj     | Rozgrywki                   | Mecze | Gole |
| ------- | ------------------ | -------- | --------------------------- | ----- | ---- |
| 2012/13 | Stalybridge Celtic | Anglia   | Conference North            | 2     | 0    |
| 2013/14 | Stalybridge Celtic | Anglia   | Conference North            | 3     | 0    |
| 2014/15 | Stalybridge Celtic | Anglia   | Conference North            | 11    | 2    |
| 2014/15 | Radcliffe Borough  | Anglia   | Northern PL Div One North   | ?     | ?    |
| 2015/16 | Stalybridge Celtic | Anglia   | Conference North            | 23    | 3    |
| 2016/17 | Northwich Victoria | Anglia   | Northern PL Div One South   | ?     | ?    |
| 2016/17 | Stockport Town     | Anglia   | North West Counties Div One | ?     | ?    |
| 2017/18 | Cefn Druids        | Walia    | Cymru Premier               | 27    | 8    |
| 2018/19 | Cefn Druids        | Walia    | Cymru Premier               | 24    | 1    |
| 2019/20 | Cefn Druids        | Walia    | Cymru Premier               | 12    | 3    |
| 2020/21 | Sheriff Tyraspol   | Mołdawia | Divizia Națională           | 6     | 1    |
| 2020/21 | Ankaraspor         | Turcja   | TFF 1. Lig                  | 15    | 0    |
| 2021    | Torpedo Kutaisi    | Gruzja   | Erownuli Liga               | 12    | 0    |
| 2021/22 | Altrincham         | Anglia   | National League             | 2     | 0    |

## Kariera reprezentacyjna
W reprezentacji Zimbabwe Mudimu zadebiutował 21 marca 2018 w zremisowanym 2:2 (porażka w rzutach karnych 4:5) towarzyskim meczu z Zambią, rozegranym w Ndoli. W 2019 roku był w kadrze Zimbabwe na Puchar Narodów Afryki 2019. Zagrał na nim w dwóch meczach grupowych: z Egiptem (0:1) i z Ugandą (0:1).
W 2022 został Mudimu powołany do kadry na Puchar Narodów Afryki 2021. Na tym turnieju nie rozegrał żadnego meczu.